# 卡澤倫

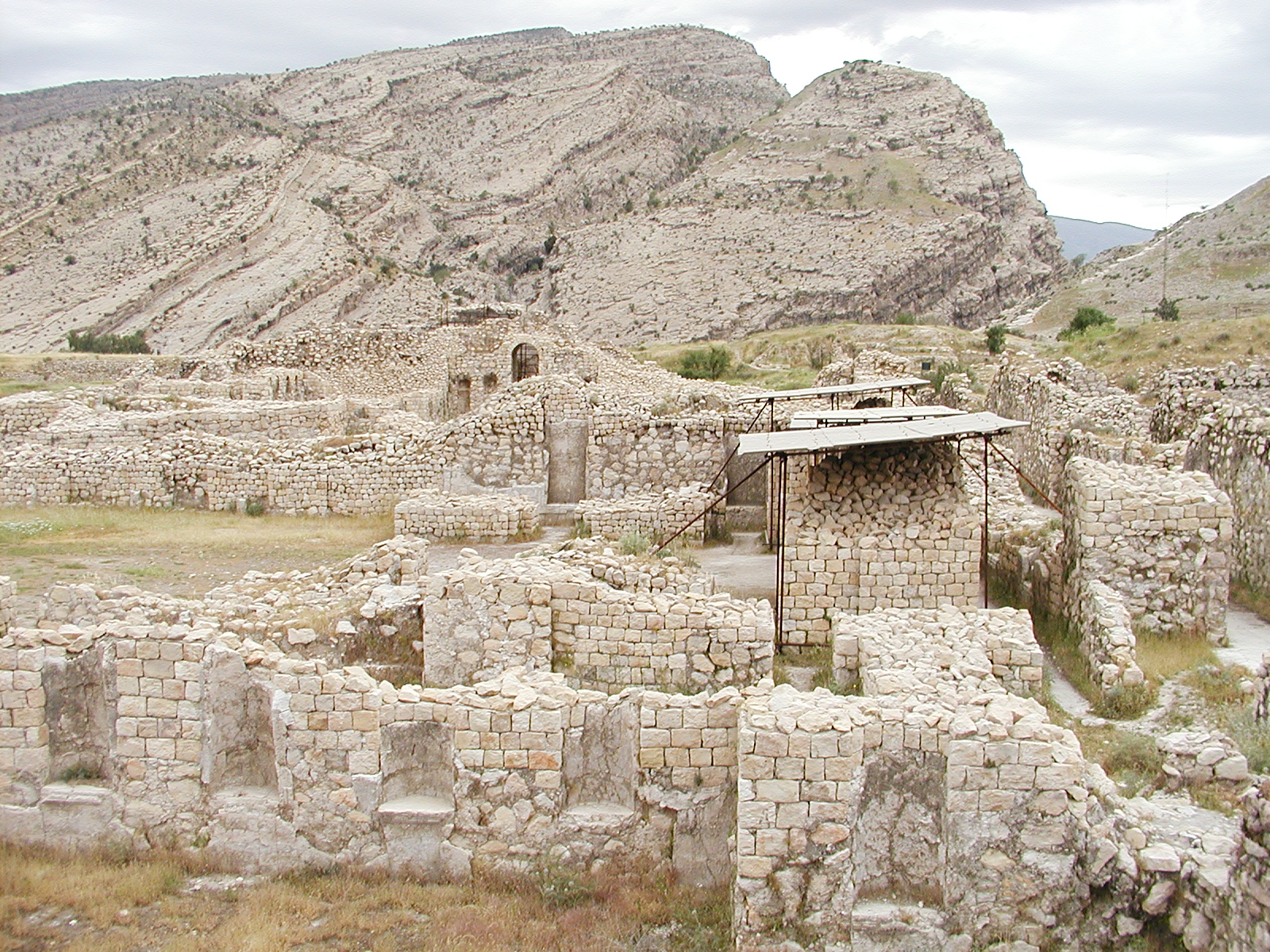
卡泽伦北郊的萨珊时期比沙普尔城遗迹

卡澤倫（波斯語：‎，转写作Kāzerūn、Kāzeroūn、Kazeroon、Kasrun等）是伊朗的城市，位於該國西南部札格羅斯山脈，由法爾斯省負責管轄，海拔高度860米。据2016年数据，是法尔斯省五大城市，人口96683人。主要農產品有海棗、柑橘、小麥、煙草、稻米、棉花和葡萄。
城北19公里左右是比沙普尔古城遗迹，公元266年由萨珊王朝的沙普尔一世建立。遗迹处有一洞穴，内有沙普尔一世的雕像。五世纪的时候卑路斯一世在比沙普尔的郊区建立了一座新的城市，是为卡泽伦之始。